# Kanton Le Mans-5
Der Kanton Le Mans-5 ist seit 2015 ein französischer Wahlkreis im Arrondissement Le Mans, im Département Sarthe und in der Region Pays de la Loire.

## Gemeinden
Der Kanton besteht aus dem östlichen Teil der Stadt Le Mans mit insgesamt 24.874 Einwohnern (Stand: 2022):